# Praetor peregrinus
Al praetor peregrinus, figura istituita nel 242 a.C., spettava l'esercizio della giurisdizione nelle controversie tra cittadini romani e stranieri, o tra stranieri. Tale magistratura fu istituita allo scopo di soddisfare le esigenze di tutela giuridica nascenti dall'incremento dei rapporti economici e commerciali con gli stranieri, a seguito della sempre maggiore espansione della presenza romana nel Mediterraneo, specie dopo la definitiva disfatta di Cartagine.
Attraverso le decisioni del praetor peregrinus il diritto romano non fu qualche cosa di applicabile solo rigidamente al solo nucleo originario degli abitanti di Roma, ma divenne il diritto applicabile a tutti i territori di quello che nel frattempo diventa l'impero romano ed anzi, di tutto il mondo civilizzato.